# Комиссия погашения долгов
Государственная комиссия погашения долгов (англ. the Commission of the Sinking Fund, фр. la Commission Impériale d'Amortissement, нем. der Reichsschuldentilgungs-Commission), или Комиссия погашения долгов, — государственное агентство по управлению государственным долгом в Российской империи, действовавшее с 1810 по 1918 годы.

## Происхождение Комиссии
Комиссия была учреждена императором Александром I по проекту графа Михаила Сперанского 27 мая 1810 года путём выпуска манифеста. В качестве прототипа Комиссии рассматривались французская Caisse d’amortissement и прусская Staatsschulden Tilgungskasse. Они отвечали за целевой амортизационный фонд, управление которым должно было обеспечить своевременное и полное выполнение долговых обязательств государства. Мотивом учреждения российского ведомства послужила необходимость планомерной и гарантированной оплаты долговых обязательств российского правительства, возникших после серии военных кампаний против Наполеона в Европе. Комиссия получила статус «особого публичного установления», то есть специальной государственной организации. Она наделялась ограниченной автономией: её контролировал совет управляющих, назначавшийся императором по представлению министра финансов.

После восстановления мира в Европе была предпринята попытка предпринять некоторые меры защиты от проблем, связанных с чрезмерным количеством государственных банкнот. Были привлечены ссуды дома и за границей, благодаря чему число ассигнаций сократилось; к 1824 году 247 млн руб. из них было изъято. В 1817 году был учрежден Совет государственных кредитных установлений, который должен был контролировать деятельность различных правительственных организаций, а также Комиссии погашения долгов. Была создана большая государственная долговая книга, которая включала внешний долг, бессрочный внутренний долг и срочный долг.
— Артур Рафалович, агент министра финансов России во Франции, 1902 год

## Задачи и операции Комиссии
Первоначально Комиссии было поручено сформировать капитал для погашения долгов путём продажи некоторых государственных имуществ и выпустить внутренний заём для изъятия ассигнаций из обращения. Однако ни одна из этих операций не увенчалась успехом, вследствие чего Комиссия была преобразована. По манифесту от 11 февраля 1812 года в совет Комиссии, которая должна была действовать независимо от Министерства финансов, вошли три члена Государственного совета, шесть сенаторов и девять членов по выбору купечества: петербургского, московского и рижского. Капитал погашения долгов должен был формироваться за счёт сумм, вырученных от продажи государственных имуществ; а также от временных податей и пошлин, которые поступали в исключительное распоряжение Комиссии и использовались только для погашения государственных долгов. Однако Отечественная война 1812 года потребовала от государства мобилизации всех финансовых ресурсов, в результате чего доходы Комиссии пошли на покрытие расходов военного времени.
16 апреля 1817 году в связи с угрозой долгового кризиса император Александр I провёл реформу управления государственным долгом. На основании манифеста от 16 апреля Комиссия получает первый в своей истории устав. Она переходит под прямой контроль министра финансов и теряет ограниченную автономию. Кроме того, впервые появляется государственная долговая книга, в которую комиссия по определённой системе должна была вносить записи обо всех государственных долгах. По манифесту 1817 года на платежи по государственным долгам ежегодно должна была откладываться определённая сумма из бюджета и «никакая часть управления не должна сама собой входить в новые долги… Но если бы впоследствии представилось необходимым открыть заём для удовлетворения каких-либо чрезвычайных, обыкновенные способы государства превышающих расходов, то оный не иначе имеет быть совершаем, как сообразно правилам устава Комиссии погашения долгов».
В течение первых десятилетий своей деятельности Комиссия сохраняла первоначально переданные ей функции. Помимо выпуска и обслуживания государственного долга она занималась проверкой и уничтожением ассигнаций и билетов Государственного казначейства, обменом ассигнаций на кредитные билеты (с 1844 года), а также управлением серебряным фондом, который служил обеспечением кредитным билетам. Кроме того, Комиссия отвечала за удовлетворение финансовых претензий к правительству, возникших в результате Наполеоновских войн и Польского восстания 1830—1831 годов.
В 1860 году был учреждён Государственный банк Российской империи, что внесло перемены в деятельность Комиссии. Банку перешли кредитные операции государства, вследствие чего снизилось значение Комиссии и государственной долговой книги. С 1860 года займы банка не заносились в долговую книгу или заносились через несколько лет после их заключения. Кроме того, займы Государственного казначейства у кредитных установлений (банков и сохранной казны) были переданы в ведение Государственного банка и переведены со счетов Комиссии на счёта долга Казначейства Государственному банку. Таким образом, в ведении Комиссии оставался учёт определённых государственных долговых обязательств и ряд кассовых операций. Однако это привело к дублированию функций, выполнявшихся Государственным банком и Комиссией. Впоследствии ряд операций был вновь передан Комиссии. Долг, выпущенный с баланса Государственного банка, был конвертирован либо погашен в течение 1880—1890-х годов. Новые займы производились уже исключительно от имени Комиссии. Вплоть до ликвидации Комиссии в её ведении находилось обслуживание государственного долга кроме краткосрочных обязательств Государственного казначейства, вкладов закрытых государственных банков и частично пятипроцентного государственного выигрышного займа, учёт и погашение которого вёлся Государственным банком. У Государственного казначейства и Государственного банка оставались функции платежей по долгам c учётом развития сети их региональных отделений.

## Управление Комиссией
Управление и организация Комиссии определялись её уставом, утверждённым в 1817 году. (статьи 1—146 Устава кредитного, Свод Законов, том XI, часть 2, издание 1887 года), с изменениями, внесёнными, законом от 20 февраля 1895 года. Организационная структура Комиссии включала правление, операционные отделы, бухгалтерию и кассу. Ключевые решения принимались руководством Комиссии на коллегиальной основе. Правление являлось исполнительным органом Комиссии, в него входили управляющий Комиссией и четыре директора, которые руководили направлениями деятельности и контролировали проведение профильных операций. Один из директоров являлся старшим и выполнял обязанности заместителя управляющего. Правление согласовывало внесение записей в долговую книгу и осуществление денежных трансфертов. Канцелярия, заведующая делопроизводством и внешней корреспонденцией, напрямую подчинялась управляющему Комиссией.
На отделы Комиссии возлагались следующие операции: ведение счетов по всем операциям Комиссии, подготовка данных для сметы системы государственного кредита, составление отчётов Комиссии, ведение государственной долговой книги, с занесением в неё вновь выпускаемых облигаций и исключением выкупленных и т. п. С упразднением в 1895 году Совета государственных кредитных установлений, ревизия оборотов Комиссии и контроль её кассы контролировало государство.

Кредитные учреждения разделяются на государственные, общественные и частные.

К государственным учреждениям относятся: Государственная комиссия погашения долгов; Государственный банк с его конторами и отделениями; Государственные сберегательные кассы; Государственные дворянский и крестьянский поземельные банки; казенные ломбарды. Все они состоят в ведомстве Министерства финансов. Общественные учреждения суть банки: городские, дворянских, купеческих и крестьянских обществ, городские ломбарды. Частными кредитными учреждениями являются все остальные.

Государственную комиссию погашения долгов составляют: правление с канцелярией, отделы и касса. Управление состоит из управляющего и директоров. Комиссия ведет государственную долговую книгу и в числе прочих обязанностей уплачивает проценты по займам.
— Грибовский В. М. Государственное устройство и управление Российской Империи (из лекций по русскому государственному и административному праву). - Одесса, типография «Техник», 1912 год
Первым управляющим Комиссии был назначен Михаил Алексеевич Обресков (1764—1842), происходивший из известного дворянского рода. В последующем на должность управляющего назначались проверенные чиновники Министерства финансов, как правило, имевшие опыт работы с иностранцами. В среднем срок службы управляющего длился семь лет. Среди управляющих значится даже родственник вождя революции Ульянова-Ленина по материнской линии — Карл Иванович Гроссшопф (1792—1865), служивший заместителем директора Департамента внешней торговли Министерства финансов. Последние три года жизни Гроссшопф занимал должность управляющего Комиссией и имел дело с банкирским домом Ротшильдов.

## Государственная долговая книга и учёт долгов
Общая государственная долговая книга велась в одном экземпляре, но Комиссия вносила ежемесячно в Канцелярию министра финансов по кредитной части ведомости обо всех в неё изменениях. Долговая книга была разделена на три части: в одну вносились долги по внешним займам, в другую — внутренние срочные долги, в третью — бессрочные долги. Доказательством внесения в долговую книгу обязательства служили билеты Комиссии, которые до 1859 года были только именными. Именной билет Комиссии мог быть передан в собственность другому лицу, для чего на обороте его делалась уступочная надпись. Такие надписи могли быть совершены только в конторах и отделениях Государственного банка или в казённых палатах. Позднее при заключении займов, по которым выдавались билеты Комиссии (4 % непрерывно-доходные билеты 1859 года), разрешалось производить уступочную надпись у нотариусов.
Иностранным владельцам билетов Комиссии было предоставлено право совершать на них бланковые надписи без указания имени нового приобретателя с тем, чтобы надпись была засвидетельствована русским консулом. Владельцы бессрочных именных билетов Комиссии могли делать в долговой книге отметки относительно условий владения причитающимися им капиталами и пользования процентами. Кредитор или «вкладчик» по государственной долговой книге мог просить Комиссию о производстве трансферта, то есть перевода внесённого в книгу капитала от его имени на имя другого лица. Капитал по бессрочному долгу мог быть разделён на части, но не менее 30 рублей в каждой. Имена кредиторов, внесённые в государственную долговую книгу, держались в тайне.
Взыскание, то есть погашение долгов, могло быть обращено на именной капитал, записанный в государственную книгу в разряд бессрочных долгов. Это происходило в случае, когда собственник капитала предъявлял его в залог по подрядам, в обеспечение иска или предоставлял для удовлетворение интересов своих кредиторов.
Проценты по билетам Комиссии выплачивались в Санкт-Петербурге, в самой Комиссии или в губернских и уездных казначействах.
С 1891 года была введена новая форма обязательств Комиссии, под названием «удостоверений» именной записи. Владелец одной или нескольких облигаций мог представить их непосредственно или через Государственный банк в Комиссию с просьбой выдать ему одно удостоверение именной записи с правом получать по удостоверению проценты, а также получить обратно облигации при возврате удостоверения. Удостоверение могло перейти в собственность другого лица только по праву наследования или судебному решению. Введением удостоверений именной записи Министерство финансов содействовало концентрации государственных бумаг в «крепких руках», то есть у состоятельных и консервативных инвесторов.
| Обязательство                                                             | Адрес для просмотра |
| ------------------------------------------------------------------------- | ------------------- |
| Свидетельство о непрерывном доходе 5% годовых (Санкт-Петербург, 1822 год) | Ссылка              |
| Билет первого 6% займа (Амстердам, 1838 год)                              | Ссылка              |
| Билет российского 3% займа (Санкт-Петербург, 1859 год)                    | Ссылка              |
| Облигация 4% внутреннего займа на предъявителя (1887 год)                 | Ссылка              |
| Государственный 4% непрерывно-доходный билет (Вильна, 1895 год)           | Ссылка              |

## Ликвидация Комиссии
Комиссия действовала до зимы 1918 года. Точная дата её ликвидации неизвестна. С 1 января 1918 года Совет народных комиссаров аннулировал все государственные займы, заключённые предыдущими правительствами.